# Tanja Gönner

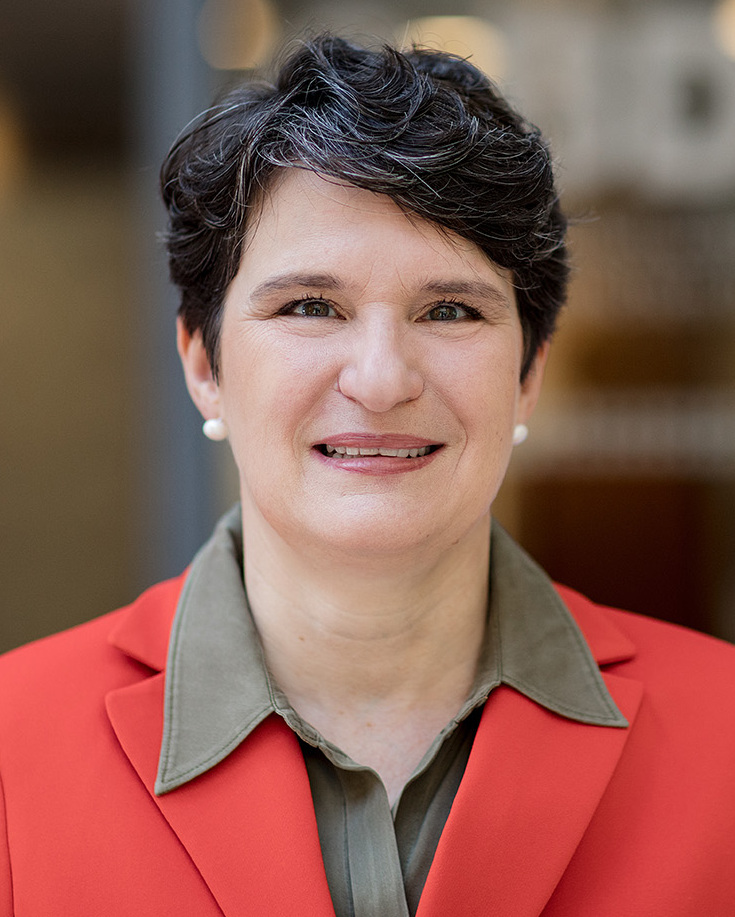
Tanja Gönner, 2022

Tanja Gönner (* 23. Juli 1969 in Sigmaringen) ist eine deutsche Lobbyistin und ehemalige Politikerin. Seit November 2022 ist sie Hauptgeschäftsführerin des Bundesverbands der Deutschen Industrie (BDI). Als Politikerin der CDU war sie von 2002 bis zu ihrem Ausscheiden am 13. Juli 2004 Mitglied des Deutschen Bundestages, von 2004 bis 2005 Sozialministerin und von 2005 bis 2011 Umweltministerin sowie von 2010 bis 2011 zusätzlich Verkehrsministerin des Landes Baden-Württemberg. Von 2012 bis 2022 war sie Vorstandssprecherin der Deutschen Gesellschaft für Internationale Zusammenarbeit.

## Herkunft und Ausbildung
Tanja Gönner wurde 1969 in Sigmaringen geboren. Sie hat eine ältere und eine jüngere Schwester sowie einen jüngeren Bruder. Sie ist katholisch und ledig. Gönner wuchs in Bingen bei Sigmaringen auf, wo sie auch die Grundschule besuchte.
Nach dem Abitur 1989 an der Liebfrauenschule Sigmaringen absolvierte Gönner zunächst eine Ausbildung zur Rechtspflegerin, die sie 1992 mit dem Diplom abschloss. 1993 begann sie dann ein Studium der Rechtswissenschaft an der Eberhard-Karls-Universität Tübingen, das sie 1997 mit dem ersten juristischen Staatsexamen beendete. Nach dem Referendariat am Landgericht Ravensburg und dem zweiten juristischen Staatsexamen 1999 wurde sie als Rechtsanwältin zugelassen.

## Politik

### Partei
Im Jahr 1987 trat Tanja Gönner in die CDU ein. Hier engagierte sie sich zunächst in der Jungen Union, deren stellvertretende Bundesvorsitzende sie von 1998 bis 2002 war. Von 2000 bis 2012 hat sie dem CDU-Bundesvorstand angehört. Von 2001 bis 2013 war sie Vorsitzende des CDU-Kreisverbandes Sigmaringen und ab 2005 Mitglied im Landesvorstand der CDU Baden-Württemberg. Von 2006 bis Ende 2007 war Tanja Gönner Mitglied der CDU-Grundsatzprogrammkommission. Im Jahr 2007 wurde sie stellvertretende Vorsitzende der Kommission Bewahrung der Schöpfung.
Sie galt nach der Landtagswahl 2011, bei der Ministerpräsident Stefan Mappus keine Mehrheit mehr erzielte, als aussichtsreiche Kandidatin für den Vorsitz der CDU Baden-Württemberg; nachdem Gönner, die zum engsten Führungszirkel um Mappus gezählt wurde, bei der Wahl für den Fraktionsvorsitz im Landtag gegen Peter Hauk scheiterte, zog sie ihre Kandidatur aber zurück. Die Landes-CDU führte danach Thomas Strobl. Ihr Versuch, den CDU-Bezirksvorsitz für den Bezirk Württemberg-Hohenzollern in Nachfolge von Andreas Schockenhoff zu erreichen, misslang ebenfalls. Am 22. Oktober 2011 wurde in einer Kampfabstimmung der Bundestagsabgeordnete Thomas Bareiß in diese Funktion gewählt.

### Abgeordnete
Von 2002 bis zu ihrem Ausscheiden am 13. Juli 2004 war sie Mitglied des Deutschen Bundestages: Mit 54,1 % der Erststimmen war sie direkt gewählte Abgeordnete des Bundestagswahlkreises Zollernalb – Sigmaringen (Wahlkreis 295). Nach ihrer Ernennung zur Ministerin hatte sie zunächst kein Mandat im baden-württembergischen Landtag, gewann aber bei der Landtagswahl im März 2011 das Mandat des Landtagswahlkreises Sigmaringen. Zum 30. Juni 2012 legte sie das Landtagsmandat nieder. Für sie rückte Klaus Burger nach.

### Ministerin
Am 14. Juli 2004 wurde sie vom baden-württembergischen Ministerpräsidenten Erwin Teufel als Sozialministerin in die Landesregierung berufen. Ihre Ernennung wurde zunächst als überraschend bezeichnet, da sie bis dahin noch kein besonderes sozialpolitisches Profil entwickelt hatte. Gleichzeitig wurde sie zur Behindertenbeauftragten der Landesregierung ernannt. Sie war daraufhin zeitweise das jüngste Mitglied im Bundesrat.
Am 27. April 2005 wurde sie vom neuen Ministerpräsidenten Günther Oettinger zur Umweltministerin berufen (Kabinett Oettinger I bis Juni 2006). Am 23. Februar 2010 ernannte Ministerpräsident Stefan Mappus sie zusätzlich zur Verkehrsministerin, nachdem er ein neues Umwelt- und Verkehrsministeriums aus den davor getrennten Ministerien gebildet hatte. Damit galt sie als eine Gewinnerin der am selben Tag verkündeten Umbildung der Landesregierung von Baden-Württemberg.
Gönner war als Verkehrsministerin eine der sieben Vertreter der Befürworter des Projekts Stuttgart 21, die bei den von Heiner Geißler moderierten Schlichtungsgesprächen für Stuttgart 21 sprachen.
Nach der Landtagswahl 2011 wurde im Mai eine Koalition aus Bündnis 90/Die Grünen und der SPD gebildet. Die Ministerien für Umwelt und Verkehr wurden wieder getrennt.

## Beruf
Nach ihrem Studium war Gönner zunächst als Insolvenzverwalterin tätig. Nach dem Ausstieg aus der Politik war Gönner ab dem 1. Juli 2012 Vorstandssprecherin der Deutschen Gesellschaft für Internationale Zusammenarbeit. Seit dem 15. November 2022 ist sie als Nachfolgerin von Joachim Lang Hauptgeschäftsführerin des Bundesverbands der Deutschen Industrie.

## Weitere Funktionen und Mitgliedschaften
- Gönner ist Vorstand des Vereins der Freunde der Erzabtei St. Martin e. V.[12] sowie Mitglied im Aufsichtsrat der Deutschen Welle als Vertreterin gesellschaftlicher Gruppen, hier der GIZ.

- 2007 wurde Gönner von der ÖDP-nahen Stiftung für Ökologie und Demokratie für ein Jahr zur Ökologia - Botschafterin der Ökologie ernannt.[13]

- Ihre Zugehörigkeit zur Stiftung „Lebendige Stadt“, die von der ECE Projektmanagement gegründet wurde, welche in Stuttgart das „Quartier am Mailänder Platz“ bebaut hatte (seit Dezember 2014: Milaneo Shoppingcenter), brachte Gönner im Oktober 2010 in die Kritik. Winfried Hermann (GRÜNE), Vorsitzender des Bundestags-Verkehrsausschusses, kritisierte die mangelnde Distanz Gönners als Regierungsmitglied zu einem Projektbeteiligten. Gönner ließ daraufhin ihre Mitgliedschaft in der Stiftung „Lebendige Stadt“ ruhen; sie nannte die Vorwürfe „völlig haltlos“ und „an den Haaren herbeigezogen“.[14]

- Vom 13. April 2010 bis 12. Oktober 2011 war Gönner Vorsitzende des Aufsichtsrats der Flughafen Stuttgart GmbH.[15][16]

- Seit dem 28. September 2022 ist Gönner Mitglied des Aufsichtsrates der VfB Stuttgart 1893 AG[17] und war vom 12. März bis 27. September 2024 dessen Vorsitzende.[18]

- Am 18. Januar 2023 rief Bundeskanzler Olaf Scholz Gönner als Mitglied in den Rat für Nachhaltige Entwicklung.[19]

- Am 29. Juni 2023 wählten die Mitglieder Gönner in den econsense-Vorstand.[20]

## Veröffentlichungen
- 2014: Zieht die größeren Schuhe an! Globale Zukunftsfragen und was Deutschland in der Welt erwartet. Murmann Verlag, Hamburg, ISBN 978-3-86774-341-9.
- 2022: Wie gestalten wir unsere Beziehung zu China? In: Wirtschaft ist Gesellschaft, Band 3. Hrsg. Siegfried Russwurm und Tanja Gönner. Verlag Herder, Freiburg, ISBN 978-3-451-03369-8